# Федерація фондових бірж Азії та Океанії
Федерація фондових бірж Азії та Океанії (англ. Asian and Oceanian Stock Exchanges Federation / AOSEF) — неофіційна організація East Asian Stock Exchanges Conference (EASEC).

## Історія виникнення
Організація заснована в 1982 році.

## Цілі та завдання
Основним завданням було створення і підтримка зв'язків між учасниками 19 бірж і обміну інформацією між ними

## Учасники
- Австралійська фондова біржа
- Бомбейська фондова біржа
- Фондова біржа Хошиміну
- Гонконгський холдинг HKEx
- Індонезійська фондова біржа
- Корейська біржа
- Малайзійська біржа
- Монгольська фондова біржа
- Національна фондова біржа Індії
- Новозеландська біржа
- Осакська біржа цінних паперів + JASDAQ
- Філіппінська фондова біржа
- Шанхайська фондова біржа
- Шеньчженьська фондова біржа
- Сінгапурська біржа
- Тайванська фондова біржа
- Фондова біржа Таїланду
- Токійська фондова біржа